# Copa Dorada de la SAFF 2005
La Copa Dorada de la SAFF 2005 fue la sexta edición del hoy llamado Campeonato de la SAFF, torneo de fútbol a nivel de selecciones nacionales organizado por la Federación de fútbol del Sur de Asia (SAFF). Se llevó a cabo en Pakistán y contó con la participación de 8 seleccionados nacionales masculinos.
India obtuvo el título por cuarta vez en su historia, tras superar a Bangladés en la final.

## Formato
Las 8 selecciones participantes fueron divididas en 2 grupos de 4 equipos cada una. Dentro de cada grupo, las selecciones se enfrentaron bajo el sistema de todos contra todos, a una sola rueda, de manera tal que cada una de ellas disputó tres partidos. Los puntos se computaron a razón de 3 —tres— por partido ganado, 1 —uno— en caso de empate y 0 —cero— por cada derrota.
Las dos selecciones de cada grupo mejor ubicadas en la tabla de posiciones final pasaron a las semifinales. En dicha instancia, el primero de una zona enfrentó al segundo de la otra en un solo partido. Los ganadores se cruzaron en la final, cuyo vencedor se consagró campeón. A partir de esta edición, y a diferencia de los torneos predecesores, dejó de jugarse el partido por el tercer puesto.

## Sede
| Karachi                   | Karachi |
| People's Football Stadium | Karachi |
| Capacidad: 40,000         | Karachi |
|                           | Karachi |

## Equipos participantes
| Equipos participantes | Equipos participantes | Equipos participantes | Equipos participantes |
| --------------------- | --------------------- | --------------------- | --------------------- |
| Afganistán            | Bután                 | Maldivas              | Pakistán              |
| Bangladés             | India                 | Nepal                 | Sri Lanka             |

## Fase de grupos

### Grupo A
| Pos. | Equipo       | Pts. | PJ | G | E | P | GF | GC | Dif. | Clasificación |
| ---- | ------------ | ---- | -- | - | - | - | -- | -- | ---- | ------------- |
| 1    | Maldivas     | 7    | 3  | 2 | 1 | 0 | 11 | 1  | +10  | Semifinales   |
| 2    | Pakistán (H) | 7    | 3  | 2 | 1 | 0 | 2  | 0  | +2   | Semifinales   |
| 3    | Afganistán   | 3    | 3  | 1 | 0 | 2 | 3  | 11 | −8   |               |
| 4    | Sri Lanka    | 0    | 3  | 0 | 0 | 3 | 1  | 5  | −4   |               |

 Fuente: RSSSF
| 7 de diciembre de 2005 | Pakistán    | 1:0 (1:0) | Sri Lanka | Estadio de Fútbol Popular, Karachi |  |
|                        | Hussain 38' |           |           |                                    |  |

| 7 de diciembre de 2005 | Maldivas                                                                | 9:1 (5:1) | Afganistán  | Estadio de Fútbol Popular, Karachi |  |
|                        | Umar 11' · Fazeel 27' 45+2' 60' · Ashfaq 32' 88' · Thariq 45+3' 46' 86' |           | Maqsood 39' |                                    |  |

| 9 de diciembre de 2005 | Maldivas              | 2:0 (1:0) | Sri Lanka | Estadio de Fútbol Popular, Karachi |  |
|                        | Ashfaq 15' · Umar 83' |           |           |                                    |  |

| 9 de diciembre de 2005 | Pakistán | 1:0 (0:0) | Afganistán | Estadio de Fútbol Popular, Karachi |  |
|                        | Essa 55' |           |            |                                    |  |

| 11 de diciembre de 2005 | Sri Lanka               | 1:2 (0:2) | Afganistán                  | Estadio de Fútbol Popular, Karachi |  |
|                         | G.P.C. Karunarathne 85' |           | Qadami 35' · Gullestani 41' |                                    |  |

| 11 de diciembre de 2005 | Pakistán | 0:0 | Maldivas | Estadio de Fútbol Popular, Karachi |  |

### Grupo B
| Pos. | Equipo    | Pts. | PJ | G | E | P | GF | GC | Dif. | Clasificación |
| ---- | --------- | ---- | -- | - | - | - | -- | -- | ---- | ------------- |
| 1    | Bangladés | 7    | 3  | 2 | 1 | 0 | 6  | 1  | +5   | Semifinales   |
| 2    | India     | 7    | 3  | 2 | 1 | 0 | 6  | 2  | +4   | Semifinales   |
| 3    | Nepal     | 3    | 3  | 1 | 0 | 2 | 4  | 5  | −1   |               |
| 4    | Bután     | 0    | 3  | 0 | 0 | 3 | 1  | 9  | −8   |               |

 Fuente: RSSSF
| 8 de diciembre de 2005 | Bangladés                  | 3:0 (1:0) | Bután | Estadio de Fútbol Popular, Karachi |  |
|                        | Farhad 42' 58' · Ameli 85' |           |       |                                    |  |

| 8 de diciembre de 2005 | India          | 2:1 (2:1) | Nepal     | Estadio de Fútbol Popular, Karachi |  |
|                        | Hossain 6' 28' |           | Thapa 35' |                                    |  |

| 10 de diciembre de 2005 | Bangladés       | 2:0 (1:0) | Nepal | Estadio de Fútbol Popular, Karachi |  |
|                         | Kanchan 27' 87' |           |       |                                    |  |

| 10 de diciembre de 2005 | India                              | 3:0 (1:0) | Bután | Estadio de Fútbol Popular, Karachi |  |
|                         | Bhutia 45' · Gawli 51' · Hakim 64' |           |       |                                    |  |

| 12 de diciembre de 2005 | Nepal                               | 3:1 (3:0) | Bután       | Estadio de Fútbol Popular, Karachi |  |
|                         | Tamang 10' · Thapa 16' · Gurung 29' |           | Pradhan 47' |                                    |  |

| 12 de diciembre de 2005 | Bangladés | 1:1 (0:1) | India        | Estadio de Fútbol Popular, Karachi |  |
|                         | Ameli 77' |           | Lawrence 17' |                                    |  |

## Fase final
|  | Semifinales                 | Semifinales |                             |   | Final | Final |
|  |                             |             |                             |   |       |       |
|  | 14 de diciembre – Islamabad |             |                             |   |       |       |
|  |                             |             |                             |   |       |       |
|  | Maldivas                    | 0           |                             |   |       |       |
|  | Maldivas                    | 0           | 17 de diciembre – Islamabad |   |       |       |
|  | India                       | 1           |                             |   |       |       |
|  | India                       | 1           | India                       | 2 |       |       |
|  | 14 de diciembre – Islamabad |             | India                       | 2 |       |       |
|  |                             | Bangladés   | 0                           |   |       |       |
|  | Bangladés                   | Bangladés   | 0                           | 1 |       |       |
|  | Bangladés                   |             |                             | 1 |       |       |
|  | Pakistán                    | 0           |                             |   |       |       |
|  | Pakistán                    | 0           |                             |   |       |       |

### Semifinales
| 14 de diciembre de 2005 | Maldivas | 0:1 (0:1) | India     | Estadio de Jinnah, Islamabad |  |
|                         |          |           | Manju 38' |                              |  |

| 14 de diciembre de 2005 | Bangladés        | 1:0 (1:0) | Pakistán | Estadio de Jinnah, Islamabad |  |
|                         | Sujan 44' (pen.) |           |          |                              |  |

### Final
| 17 de diciembre de 2005 | India                  | 2:0 (1:0) | Bangladés | Estadio de Jinnah, Islamabad |  |
|                         | Wadoo 33' · Bhutia 81' |           |           |                              |  |

## Campeón
|                                  |
| Bandera de la India              |
| Campeón invicto India 4.º título |

## Estadísticas

### Tabla general
| Pos. | Equipo     | Pts | PJ | PG | PE | PP | GF | GC | Dif. | Rend.  |
| ---- | ---------- | --- | -- | -- | -- | -- | -- | -- | ---- | ------ |
| 1    | India      | 13  | 5  | 4  | 1  | 0  | 9  | 2  | +7   | 86,66% |
| 2    | Bangladés  | 10  | 5  | 3  | 1  | 1  | 7  | 3  | +4   | 66,66% |
| 3    | Maldivas   | 7   | 4  | 2  | 1  | 1  | 11 | 2  | +9   | 58,33% |
| 4    | Pakistán   | 7   | 4  | 2  | 1  | 1  | 2  | 1  | +1   | 58,33% |
| 5    | Nepal      | 3   | 3  | 1  | 0  | 2  | 4  | 5  | -1   | 33,33% |
| 6    | Afganistán | 3   | 3  | 1  | 0  | 2  | 3  | 11 | -8   | 33,33% |
| 7    | Sri Lanka  | 0   | 3  | 0  | 0  | 3  | 1  | 5  | -4   | 0%     |
| 8    | Bután      | 0   | 3  | 0  | 0  | 3  | 1  | 9  | -8   | 0%     |

### Goleadores
3 goles
- Ali Ashfaq
- Ahmed Thariq
- Ibrahim Fazeel

2 goles
- Ariful Kabir Farhad
- Jahid Hasan Ameli
- Rokonuzzaman Kanchan
- Bhaichung Bhutia
- Mehtab Hossain
- Umar Ali
- Basanta Thapa

1 gol
- Sayed Maqsood
- Hafizullah Qadami
- Abdul Maroof Gullestani
- Mohammed Sujan
- Bikash Pradhan
- Abdul Hakim
- Climax Lawrence
- Mahesh Gawli
- Mehrajuddin Wadoo
- NS Manju
- Bijaya Gurung
- Surendra Tamang
- Imran Hussain
- Muhammad Essa
- GPC Karunarathne

### Premios
| Mejor Jugador    | Goleador(es)                                     | Premio Fair Play |
| ---------------- | ------------------------------------------------ | ---------------- |
| Bhaichung Bhutia | Ibrahim Fazeel Ali Ashfaq Ahmed Thariq (3 goles) | Bután            |